# Jacques Leschassier
Jacques Leschassier, né en 1550 et mort le 28 avril 1625 à Paris, est un écrivain et juriste français, avocat au Parlement de Paris.

## Biographie
Jacques Leschassier appartient à une famille de magistrats. Son père est Pierre-Philippe Leschassier,  écuyer, conseiller-secrétaire du roi et sa mère  Claude Miette, fille de Jean Miette, seigneur de Bois-Raoul, près Amiens. Après des études de philosophie, de lettres et de droit Jacques Leschassier est avocat au Parlement de Paris. Guy Du Faur, seigneur de Pibrac, chancelier du duc d’Anjou, futur Henri III, lui fait la proposition de l'accompagner en Pologne, ce qu'il accepte. À son retour le procureur général du roi le choisit comme substitut. Durant la guerre contre la Ligue il suit son roi, Henri IV, qui doit quitter Paris.
Vers 1597 Leschassier propose, afin d'aider Henri IV, de mieux contrôler les fonctionnaires royaux.
En 1605 il intervient au profit de la république de Venise dans un différend qui l'oppose au pape Paul V. Son argumentaire, très apprécié, lui vaut une grande renommée À cette occasion Jacques Leschassier devient un correspondant régulier Paolo Sarpi. En 1606 il publie  un traité sur la discipline de l'Église et sur la police temporelle, De l'ancienne et canonique liberté de l'Eglise gallicane. Ce traité est vivement attaqué par Antoine Rose, évêque de Senlis.

## Publications
Les Œuvres de M. Jacques Leschassier, contenans plusieurs excellens traittez tant du droit public des Romains que de celui des François, ensemble quelques mémoires servans à l'antiquité de l'Église et à l'illustration de l'histoire de France, Paris 1649, ed. P.Lamy, 605 p., (lire sur google livres)
La Maladie de la France, discours en deux parties, présenté l'an 1602, au roy Henry le Grand, Paris, 1618,  impr. de P. Durand, lire en ligne sur Gallica
La Vie de M. Jean Jaques Olier, prêtre, curé du faux bourg de S. Germain à Paris, instituteur, fondateur et premier supérieur du séminaire de Saint Sulpice, rédigé par le P. Giry d'après les mémoires de J. Leschassier,  1687,  154 p.
Discours pour la seureté de la vie et de l'estat des roys, Paris, 1613, lire en ligne sur Gallica
Observation de la renonciation au Velleian, Paris, 1602, imprimeur Claude Morel, 40 p.
Observation de la digamie, Paris, 1601, imprimeur Claude Morel, 48 p.
Recueil de lettres latines adressées par fra Paolo SARPI à Jacques Leschassier, du 7 septembre 1607 au 23 juillet 1613, 1635. P. Dupuy, lire en ligne sur Gallica